# Витівки Скапена (фільм)
«Витівки Скапена» («Skapenis oinebi») — радянський двосерійний телефільм 1984 року, знятий режисером Георгієм Калатозішвілі і Михайлом Калатозішвілі на кіностудії «Грузія-фільм».

## Сюжет
Шахрайська комедія за мотивами однойменної п'єси французького драматурга Жана-Батиста Мольєра. Спритний слуга Скапен допомагає возз'єднатися закоханим парам, хитромудро обвівши навколо пальця їхніх скупердяїв-батьків. Він самозабутньо і з захватом вершить чудеса, перетворюючи найбанальнішу і рутинну життєву ситуацію на галасливу, веселу виставу, і не шкодує для цього ні сил, ні часу, ні винахідливості.

## У ролях
- Арчіл Гоміашвілі — Скапен і Режисер, слуга Леандра, шахрай
- Гурам Лордкіпанідзе — Сільвестр, слуга Октава
- Лео Антадзе — Жеронт
- Імеда Кахіані — Аргант
- Нінель Чанкветадзе — Зербінетта
- Ніно Бурдулі — Гіацинта
- Леван Абашидзе — Леандр
- Володимир Пінчевський — Октав
- Тамара Схіртладзе — Неріна, годувальниця Гіацинти
- Лія Гудадзе — циганка
- Баадур Цуладзе — Карл, шахрай
- Семен Дашту — Фабріціо, нотаріус
- Теа Габунія — епізод
- Гогі Міротадзе — епізод
- Волемир Грузець — епізод
- Ліана Мкртчян — епізод
- Гіоргі Кікадзе — епізод
- Гія Баланчівадзе — епізод
- Валерій Шатакішвілі — епізод
- Василь Кочламазашвілі — епізод
- Х. Какалашвілі — епізод
- Гіоргі Кокочашвілі — епізод
- Шалва Кокочашвілі — епізод

## Знімальна група
- Режисери — Георгій Калатозішвілі, Михайло Калатозішвілі
- Сценарист — Леонід Зорін
- Оператор — Абесалом Майсурадзе
- Композитор — Гія Канчелі
- Художник — Темур Арджеванідзе